# مسجد الزعوب
مسجد الزعوب هو مسجد تاريخي يقع في بلدة جلاجل في اتجاه الشمال لمدينة روضة سدير ويبعد عن طريق الملك عبد العزيز الرابط بين روضة سدير والمجمعة نحو 390م.

## الخلفية التاريخية
المسجد يقع في حي الديرة القديمة بجلاجل تم بناؤه في القرن الرابع عشر هجري وقام ببنائه عبد الرحمن بن ركيان ويتوسط المسجد العديد من المباني التراثية التي كانت آهلة بالسكان قبل ذلك.

## مكونات الموقع
الموقع عبارة عن مسجد تم تطويرة على نفس الشكل والطراز المستخدم في إنشاء المسجد منذ تأسيسه، وهو مبني من الطين والحجر.

### أهم الخصائص العمراني
- حوائط من الحجر والطوب اللبن.
- أسقف من خشب الأثل مغطاة بسعف النخيل ويعلوها طبقة من الطين والتبن مضاف اليها حديثا طبقة من الأسمنت.
- المبنى مكون من دور واحد بارتفاع تقريبي أربعة أمتار شامل ارتفاع الدروة.
- وسيلة الاتصال الرأسية عبارة عن عن درج من الحجر مدعم بالخشب.
- الباب الرئيسي للمسجد من الحديد.
- أعمدة المسجد تأخذ الشكل الأسطواني في الفراغات الداخلية.

## الترميم
تمت إعادة تأهيله بنفس الخطوات التي سارت عليها عملية إحياء وتأهيل مسجد عيسى، وعاد المسجد على ما كان عليه فيا مضى. بجهود المجتمع المحلي في محافظة جلاجل وكان حاضرا وشاهدا على عملية إحياء مواقع التراث العمراني.